# Syndrome d'hyperphagie incontrôlée
 (août 2012).
 Mise en garde médicale
Le syndrome d'hyperphagie incontrôlée ou hyperphagie boulimique (en anglais : Binge eating disorder) est un trouble des conduites alimentaires. Il se distingue de la boulimie par l'absence de contrôle du poids et donc l'absence de vomissements, de prise de laxatifs ou de pratique sportive excessive. L'évolution de cette variété est plus favorable en comparaison avec le trouble boulimique.
Les « crises » d'hyperphagie (hyperalimentation) sont caractérisées par la prise, en une courte période de temps (moins de deux heures), d'une quantité de nourriture dépassant ce que la plupart des individus mangent dans le même temps et les mêmes circonstances. La personne n'a pas l'impression d'avoir le contrôle de sa prise alimentaire ni la possibilité de s'arrêter.
Contrairement à la boulimie, l'hyperphagie est une prise d'aliments précis et choisis. S'ensuit un sentiment de dégoût, de honte, mais ces compulsions sont incontrôlables. Les crises d'hyperphagie sont souvent liées à un état dépressif.

## Symptômes
Le critère pour parler d’hyperphagie est la présence d’épisodes récurrents de frénésie alimentaire.  
Pour pouvoir parler d’épisode de frénésie alimentaire, la présence de deux critères est nécessaire :
- manger, sur une période de temps déterminée (par exemple, sur une période de 2 heures), une quantité de nourriture nettement supérieure à celle que la plupart des gens mangerait sur une période de temps similaire et dans des circonstances similaires
- un sentiment de manque de contrôle sur l'alimentation pendant l'épisode (par exemple, le sentiment qu'on ne peut pas arrêter de manger ou contrôler ce qu'on mange ou combien)

Selon le DSM V, les épisodes de frénésie alimentaire doivent en outre être associés à trois (au moins) des éléments suivants :     
- manger beaucoup plus rapidement que la normale,
- manger jusqu'à se sentir rassasié inconfortablement,
- manger de grandes quantités de nourriture sans avoir physiquement faim,
- manger seul parce qu'on se sent gêné par la quantité qu'on mange,
- se sentir dégoûté de soi-même, déprimé ou très coupable par la suite.

Une détresse marquée concernant la frénésie alimentaire est présente. La frénésie alimentaire survient en moyenne au moins une fois par semaine pendant trois mois. L'hyperphagie boulimique n'est pas associée à l'utilisation récurrente d'un comportement compensatoire inapproprié (par exemple, se faire vomir) et ne survient pas exclusivement au cours de l'anorexie mentale, de la boulimie nerveuse.

## Causes
Les troubles alimentaires comme l'hyperphagie boulimique se développent à la suite de la combinaison de plusieurs facteurs tels que les gènes, les émotions et le vécu.

### Causes psychologiques
Il existe une forte corrélation entre la dépression et l'hyperphagie. En effet, plus ou moins la moitié des hyperphages souffrent de dépression ou développent celle-ci par la suite[réf. nécessaire]. Certaines études montrent également que l'hyperphagie peut être engendrée par une faible estime de soi, une insatisfaction corporelle et la solitude. La nourriture devient ainsi un refuge, une échappatoire pour ces individus.
Les événements de vie stressants et les traumatismes comme la perte d'un proche ou un abus sexuel peuvent également entraîner des troubles alimentaires ,[source insuffisante].

### Les causes socio-culturelles
Actuellement, la société prône une image de la beauté qui pousse beaucoup de personnes à entamer un régime[réf. nécessaire]. Une accumulation de régimes amincissants chez des personnes vulnérables mène parfois à l'hyperphagie[source insuffisante].

## Conséquences et complications
L'hyperphagie boulimique peut mener à différents problèmes physiques et psychologiques. L'ingestion d'autant de nourriture provoque généralement un gain de poids pouvant aller jusqu'à l'obésité[source insuffisante], ce qui augmente le risque de ces problèmes de santé :
- le diabète ;
- le cholestérol élevé ;
- la pression artérielle élevée ;
- les affections du cœur et de la vésicule ;
- l'arthrose précoce et/ou importante ;
- les douleurs articulaires ou musculaires ;
- les problèmes gastro-intestinaux ;
- l'apnée du sommeil[11] ;
- certains types de cancers ;
- problème menstruels.

Les personnes hyperphagiques souffrent aussi souvent de ces affections mentales[réf. nécessaire] :
- l'anxiété ;
- la dépression ;
- les troubles de la personnalité ;
- pensées suicidaires ;
- l'insomnie[12].

## Traitements
La psychothérapie, par exemple, les thérapies cognitivo-comportementales, permet à l'individu de renouer un contact sain avec la nourriture, se réconcilier avec les aliments, ce qui lui permettra surtout d'arrêter de manger quand arrive la satiété.